# Hawkgirl
Hawkgirl, és un personatge de ficció de còmic de l'univers DC. Aquest personatge no ha estat publicat en català, però la traducció del seu nom seria "Noia Falcó". La seva primera aparició va ser a la tercera història de Flash Comics número 1, publicat el 20 de novembre de 1939, amb data de portada de gener del 1940. Hawkgirl va néixer a l'antic Egipte i va ser maleïda per un sacerdot, que la va condemnar a renéixer cada vegada que es morís, fins a arribar a l'època actual.

## Biografia de ficció
Hawkgirl va néixer a l'antic Egipte, el sacerdot anomenat Hath-Seth, la va condemnar a renéixer, una vegada i una altra, al llarg de tota l'eternitat. Les diferents reencarnacions que ha viscut les ha dedicat a combatre la injustícia emprant la seva arma preferida: la llança. No s'adona dels nombrosos perills als quals s'ha hagut d'enfrontar, ja que per a ella el més important és fer justícia.
L'amor de la seva vida és l'Hawkman. Aquest és un príncep guerrer, que com ella, també torna a renéixer quan es mor. Tots dos s'acaben trobant en les diferents vides, s'enamoren, i combaten junts el mal amb les armes del passat.
La seva mare, la Reina Khea, va intentar amb la complicitat del sacerdot Hath-Seth, destruir-los i fer-los presoners per sempre al Món Falcó però gràcies al seu cinturó d'un preuat metall Nth del planeta Thangar, l'Hawkgirl té una força, una resistència i una velocitat sobrehumanes que eviten que això passi. Aquest cinturó posseeix unes propietats poderoses i misterioses, i també li dona la capacitat de volar i de curar les seves ferides de manera molt ràpida.

## Personatges secundaris
La relació dels personatges secundaris és la següent:
- Hawkman, és la parella de la Hawkgirl.
- La Reina Khea, és la mare de la Hawkgirl, és una reina malvada, que regna al Món Falcó. En aquesta dimensió els habitants són uns éssers molt perillosos que es caracteritzen pel fet d'ésser meitat homes i meitat bèsties.
- Hath-Seth, és el sacerdot que la condemna a renéixer una vegada i una altra.
- El lladre Ombra és un enemic.
- El Cavaller Fantasma és un enemic.